# Shenzhou 20
Ten artykuł dotyczy trwającego wydarzenia. Informacje w nim zamieszczone mogą się zmienić lub zdezaktualizować wraz z postępem zdarzenia, a początkowe doniesienia mogą być niepewne. Ostatnie zmiany tego artykułu mogą nie odzwierciedlać najbardziej aktualnych informacji.
Shenzhou 20 – chiński lot kosmiczny do stacji kosmicznej Tiangong.

## Załoga
| Pozycja  | Tajkonauta                              |
| -------- | --------------------------------------- |
| Dowódca  | Chen Dong, CNSA Trzeci lot kosmiczny    |
| Pilot    | Wang Jie, CNSA Pierwszy lot kosmiczny   |
| Operator | Wang Haoze, CNSA Pierwszy lot kosmiczny |